# Human Rights Watch
Human Rights Watch (acronim HRW) este o organizație neguvernamentală care desfășoară activități de cercetare și apărare a drepturilor omului. Sediul central este situat la New York și are sedii la Berlin, Bruxelles, Chicago, Geneva, Johannesburg, Londra, Los Angeles, Moscova, Paris, San Francisco, Tokyo, Toronto și Washington.